# Isocrinina
Gli Isocrinini (Isocrinina Sieverts-Doreck, 1952) sono un sottordine di echinodermi crinoidi dell'ordine Isocrinida.

## Biologia
Sono organismi bentonici che vivono stabilmente ancorati al fondale marino.

## Tassonomia
Il sottordine Isocrinina comprende 4 famiglie:
- Cainocrinidae Simms, 1988 (1 specie vivente)
- Isocrinidae Gislén, 1924 (3 spp.)
- Isselicrinidae Klikushkin, 1977 (18 spp.)
- Proisocrinidae Rasmussen, 1978 (1 sp.)